# Olof Holmgren
Olof Persson Holmgren, född 1719 i Färnebo, död 3 mars 1786 på Rockesholms herrgård i Grythyttans socken, var en svensk bruksägare.
Han var son till bergsmannen i Torskebäcken Peter Persson samt gift med Ulrika Eleonora Luthman (1742–1814) som var dotter till brukspatronen Carl Luthman. Paret fick sju barn och sonen Olof Daniel Holmgren (1776–1847) kom att ta över familjens bruksverksamhet.
Holmgren var anställd som bokhållare vid Rockesholms bruk och blev senare arrendator av verksamheten. När Salomon Stockenström på heltid ville ägna sig åt de egendomar han var ensam ägare till sålde han sin del av bruket 1750 till Holmgren, som kom att driva bruket tillsammans med Erik von Stockenström; från 1765 var han ensam ägare till bruket efter att han löst ut Stockenström. Han var den första bruksägare vid bruket som var bosatt på Rockesholms bruk och han  lät uppföra Rockesholms bruksherrgård. På platsen fanns redan en loftbod som troligen uppförts på 1730-talet av Emerentia Rockes den byggdes om och fick utgöra en flygel till huvudbyggnaden; loftboden finns fortfarande kvar. På Rockesholm fanns en plåthammare, ett stålverk, en såg, en mjölkvarn samt skogs- och jordbruk. Holmgren förvärvade flera bruk i trakten och blev genom giftermål delägare i Carlsdals bruk utanför Karlskoga. Bland annat köpte Holmgren 1774
Stadra bruk bestående av Stadra gård med dess åbyggnader och tillhörigheter, Finnåns stångjärnsverk med Stadra bruks hammare och två härdar samt sex hundrade skeppunds årlig smides rättighet.. Dessutom drev han Kortfors bruk. 
Något år före hans död övertogs bruken av sonen Olov Daniel Holmgren. Han hade inte lika stor 
framgång som sin far men Rockesholms bruk behålls inom släkten fram till 1870-talet då det 
kom att övertas av brukspatron 
C. P. Lindberg från Kolsva. Han medverkade till att ett litet kapell uppfördes i Rockesholm. Brukspatronerna Salomon Stockenström på Varnäs och Olov Holmgren på Rockesholm samt patron Erik Dahlberg på Flosjötorps bruk kom överens om att bygga ett kapell i Rockesholm och att kostnaderna skulle delas mellan Stockenström och Holmgren. Man ansökte 1757 hos Västerås domkapitel och året efter beviljade kung Adolf Fredrik att kapellet fick uppföras. Det invigdes 
nyårsdagen 1765 av kyrkoherde Andreas Sevenius från Grythyttan. Kapellet uppfördes vid Rockesholms bruksherrgård och placerades mitt emot huvudbyggnaden. Nio år efter att kapellet invigdes fick Rockesholms kapellag en egen begravningsplats 1774; initiativtagare till kyrkogården var Olov Holmgren. Domkapitlet i Västerås skickade emellertid med vissa förbehåll, bland annat att inget kapell fick byggas på begravningsplatsen och att ingen som inte tillhörde kapellaget fick begravas där. Kyrkogården förlades på andra sidan av Svartälven i förhållande till herrgården. Olov Holmgren begravdes, 67 år gammal, på Rockesholms kyrkogård den 6 april 1786. I dag finns ingen gravvård kvar över honom, endast över sonen 
Daniel Olov Holmgren och hans familj. Rockesholms herrgård med tillhörande byggnader, inklusive kapellet, ägs i dag av ett privat 
behandlingshem.